# 関節リウマチ
関節リウマチ（かんせつリウマチ、rheumatoid arthritis：RA）とは、自己の免疫が主に手足の関節を侵し、これにより関節痛、関節の変形が生じる代表的な膠原病の1つで、炎症性自己免疫疾患である。
四肢のみならず、脊椎、血管、心臓、肺、皮膚、筋肉といった全身臓器にも病変が及ぶこともある。

## 名称
以前は、「慢性関節リウマチ」と呼ばれていた。第6回日本リウマチ学会総会（1962年）において「rheumatoid arthritis」の日本語訳が「慢性関節リウマチ」に決定されたためだが、「rheumatoid arthritis」という学名には「慢性」にあたる語は一切含まれておらず、実際、急性発症する例もあるため、これは完全な誤訳であるとする意見が多かった。このため第46回日本リウマチ学会総会（2002年）において正式名称を「関節リウマチ」に改訂した。これに伴い2006年には、厚生労働省による特定疾患の名称も「関節リウマチ」に変更された。

## 病因
発症のメカニズムは未解明であるが、生活習慣と遺伝的要因や感染症などによる免疫系の働きが関与していることを示唆する研究が多くあり、免疫寛容の破綻が発症のきっかけとなる。
- GGPL-III抗原の研究から、マイコプラズマ属の Mycoplasma fermentans が、RA（関節リウマチ）の原因のひとつとする報告がある[3]。
- 喫煙が関節リウマチと関連していることが予測されている（シトルリン酸と喫煙の遺伝学的データの報告[4]）。
- アメリカ合衆国で行われた約18万人を対象とした大規模女性コホート調査にれば、糖入り炭酸飲料の多飲は発症のリスクが高く、55歳でより顕著になる[5]。
- リウマチ患者の歯周炎罹患率は有意に高く[6]、歯周炎の治療を行い寛解に至った事例が日本国内[7]だけで無く日本国外にも数多くある[6]。また、歯周炎とリウマチは双方向の因果関係にあると考える研究者もいる[6][8]。

## 臨床像

### 関節

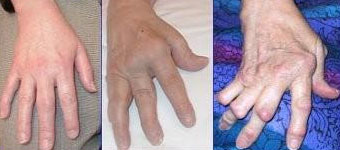
関節リウマチ患者の手。右に行くほど関節炎が進行しており、変形も高度になっている。

関節炎という言葉が分かりやすくしばしば用いられるが、実際に関節リウマチ患者に起こるのは、関節の中でも特に滑膜がおかされ増殖する「滑膜炎」である。増殖した滑膜が骨を破壊する（骨びらん）。関節リウマチの患者の男女比は1：4で女性が多い。
初期には「朝のこわばり (morning stiffness) 」と呼ばれる症状が出現する。朝起きてから、手を握ることが困難であり、文字通りこわばっている。こわばりは、日によって違う場合があり、ひどい時で何も握れないなど症状はまばらである。5分から10分程度のこわばりは他の疾患でも診られるが、1時間以上も続くこわばりであれば関節リウマチまたは他のリウマチ性疾患の可能性が高い。朝のこわばりのため、朝食の準備ができなくなる、シャツのボタンを留められないなど生活に支障をきたすことになる。昼頃にはたいてい改善している。また、症状の持続時間は関節リウマチそのものの活動性と関連している。すなわち1時間続く「朝のこわばり」より2時間続く「朝のこわばり」の患者の方が、関節リウマチが今まさに関節を破壊する強さが強い可能性がある。また、夜にもこわばりがあるというが関節リウマチとの因果関係は不明である。しかしながら万が一ということも考え、医者の診察をした方が良いとされる。ただ夜のこわばりは、朝起床時と同様に体が休まっているなど条件が同じなため、リウマチに大きく関係するとの論説もある。
そのうち、関節痛がおこるようになる。初期には手の指の関節（特に近位指節間関節、MP/PIP）、また足の指の関節がおかされる。次第に手首、肘、膝など体の中心に近い大きな関節の痛みを感じるようになる。関節痛は、手を動かすなど活動すると増強する。そのため、強い関節炎があるとき、患者は自然とその関節を動かさないようにする傾向がある。このような典型的な関節炎の症状のほか、関節リウマチは慢性に続く炎症であるため、全身倦怠感や易疲労感を持つ。
関節炎が進行すると、関節そのものが変性してゆく。関節にある滑膜細胞の増殖（パンヌス）、軟骨の破壊と骨にはびらんが生じる。最終的には関節という構造物が破壊し尽くされ、骨と骨が直接接した強直という状態になる。こうなるともはや関節を動かすことはできない。そのかわり、炎症が起こる場であった滑膜が完全に破壊され消失してしまっている状態であるため、炎症も終息し痛みは感じない。また、逆に関節が破壊された結果だらんだらんになることもある。この場合ムチランス破壊と呼ばれる状態であるが強直よりもずっと頻度は低い。
指の骨が強直すると、最終的にスワンネック変形（「白鳥の首」状の変形）、あるいはボタン穴変形といわれる典型的な関節リウマチ患者の手の形を呈する。尺側偏位もリウマチ患者によく見られる指が全て外側（尺骨側）を向く変形であるが、これは関節の脱臼が原因である。指の変形において、DIPのみが変形を来たす場合は、ヘバーデン結節や乾癬性関節炎を念頭において、鑑別診断を下す。また、筋肉と骨とをつなぐ腱の周囲に炎症がおよぶなどして腱断裂が生じることがある。これは突然発症し、無痛性である。腱がなくなれば、まさにそれに連続する筋肉を動かすことができなくなる。
手足の関節の他では、胸・腰の背骨はおかされないが首の背骨（頚椎）はおかされやすい。頚部痛を生じるか、または頚椎が亜脱臼し脊髄損傷をきたす。また鎖骨には両端に関節がついており他の関節と同じように関節痛が起こる事もある。

### 血管
レイノー現象は膠原病でよくみられる両側性の手指の虚血を示唆している。心臓では狭心症・心筋梗塞、肺では肺高血圧症、腎臓では糸球体硬化症、脳では脳梗塞が起こりうる。これらにより関節リウマチ患者の生命予後は、一般の日本人と比べて悪い。

### 眼
関節リウマチ患者にはシェーグレン症候群が合併しやすく、乾燥性角結膜炎によるドライアイもよく見られ、目の内側にリウマトイド結節が生じることもある（関節リウマチ患者の20%程度がシェーグレン症候群を合併するといわれている）。上強膜炎や強膜炎が見られることがあるが、強膜炎を発症している場合は通常その他の関節外症状も合併していることが多く、血管炎の一症状である可能性があり、悪性関節リウマチの診断を念頭におかねばならない。

### 肺
間質性肺炎、気道病変、胸膜病変、リウマチ結節、血管病変、睡眠時無呼吸症候群（顎関節病変、輪状披裂関節病変）などを合併することがある。その病型は様々であるが、原因としては関節リウマチそのものによる合併症（リウマチ肺と呼ばれる）、感染症（特に肺結核・ニューモシスチス肺炎）、治療薬（特にメソトレキセート）による副作用など多岐にわたる。

### 心臓
心臓超音波検査を行うと心嚢液の貯留を認めるが、これは関節リウマチによる心膜炎の所見である。心臓にリウマトイド結節を生じることもある。

### 消化管
関節リウマチ自体は消化管をおかさないが、慢性の炎症によりAAアミロイドーシスが生じることがある。また、リウマトイド血管炎による虚血性大腸炎はおこる可能性はある。いっぽう、非ステロイド系抗炎症鎮痛薬よる胃潰瘍は比較的よく起こる。またメソトレキセートによる消化管の新陳代謝阻害により消化管出血をきたすこともある。関節リウマチ患者は上部消化管内視鏡を定期的に受けた方が良い。

### 腎臓
関節リウマチ自体は腎臓をおかさないが、合併するシェーグレン症候群、ステロイドおよび非ステロイド性消炎鎮痛薬による間質性腎炎や金製剤・d-ペニシラミン、AAアミロイドーシスによる糸球体病変（膜性腎症が多い）がおこりうる。ブシラミン（リマチル）はしばしば蛋白尿をおこすため検尿が行われる。

### 精神
疾病に対する不安およびサイトカインによる影響から、うつ病、抑うつ状態を合併することもある。

### 神経
関節リウマチに伴い血管炎が生ずれば、それに伴い多発単神経炎が起こることがある。

### 内分泌
サイトカイン異常に伴い、甲状腺刺激抗体 (TSAb) や破壊抗体（抗TPO抗体）が産生され、バセドウ病や橋本病を合併することもある。

### 皮膚
圧のかかる部位に、リウマチ結節と呼ばれる病変がみられることがある。皮下出血などもみられる。従って、全身性強皮症と誤診された事があった。

### 血液
重症の関節リウマチ患者においては、脾腫、白血球（好中球のみ）減少をきたし、フェルティ症候群と呼ばれる病態を呈することがある。

## 検査

### 血液検査
白血球増加、血小板増加、等の炎症所見が見られ、中でも特にC反応性蛋白 (CRP) 上昇、赤血球沈降速度 (ESR) 亢進は活動性の指標となる。
リウマトイド因子（リウマチ因子、RF、RAテスト、RAHA、RAPA）は陽性であることがほとんどだが、関節リウマチがなくても陽性となるし、だれでも高齢となるにつれて陽性の頻度は高くなるからこれをもって診断を確定することはできない。また、活動性とは関連しないから経時的に測定することに意味はない。リウマトイド因子の感度は59%、特異度は77%といわれている。
- 「抗CCP抗体」が「リウマトイド因子」と組み合わせて診断基準に用いられている。抗CCP抗体の感度は62%、特異度は92%とされる。[10] CA-RF（抗ガラクトース欠損IgG抗体）、IgG型リウマチ因子などもよく用いられている。
- 関節破壊の指標としては「MMP-3」が用いられる。これは関節リウマチに限らず関節破壊で上昇するため、関節リウマチに特異的な検査ではない。ステロイド剤や腎機能障害でも高値を呈することがある。
- リウマトイド血管炎を発症すれば補体が低下する。
- フェルティ症候群を発症すれば、白血球その他の血球が減少する。

### 画像検査
単純レントゲン写真
描出ではMRIに劣るが、簡便であり現在も用いられる。
CT
滑膜、軟骨の描出でMRIに劣り、あまり用いられない。しかし最新の研究では、早期診断にて、CT法で足のX線所見と手関節または中手指節 (MCP) 関節の腫脹の所見を重視した上で、足の腫脹所見を加える手順に抗CCP抗体値の所見を組み込むことで陽性的中率は94.6%、陰性的中率は94.7%と高値を出せることがわかった。
MRIしばしば関節のびらん・破壊を評価するため用いられる。CTよりも軟骨病変・骨髄浮腫の評価に優れている。
超音波断層検査
滑膜炎や骨びらんを検出できることが判明し、現在積極的に用いられることとなった。

## 診断
旧来より、米国リウマチ学会 (ACR) の分類基準が、広く一般的に使われている。
- ARA分類基準（1987年）
  - 朝のこわばり（1時間以上持続する朝のこわばりと関節症状）
  - 多関節炎（少なくとも3領域以上の関節の腫れ）
  - 手の関節の腫れ
  - 対称性の関節の腫れ
  - リウマチ結節
  - リウマトイド因子（リウマチ因子）陽性
  - レントゲン検査で典型的な関節所見

以上7項目のうち4項目以上を満たせば「関節リウマチ」と診断

近年、抗サイトカイン療法等の強力な抗リウマチ薬の登場によって早期からの治療が有効となり、早期診断の必要性が検討され、2009年に米国リウマチ学会年次学術集会で、上記に替わる新たな診断基準として「米国リウマチ学会 (ACR) 」と「欧州リウマチ連盟 (EULAR) 」の共同策定として発表され、2010年8月に23年ぶりに改定され発表された。
- The 2010 ACR/EULAR Classification criteria（分類基準）（2010年）
  - A 関節浸潤
    - 大関節1か所（0点）
    - 大関節2 - 10か所（1点）
    - 小関節1 - 3か所（2点）
    - 小関節4 - 10か所（3点）
    - 小関節10か所以上（少なくとも小関節病変1か所は含む）（5点）

  - B 血清学 (少なくとも1回の検査は必要)
    - RF(-) and 抗CCP抗体(-)（0点）
    - RF(+) or 抗CCP抗体(+)（2点）
    - RF(++) or 抗CCP抗体(++)（3点）

  - C 急性期炎症反応（少なくとも1回の検査は必要）
    - CRP正常 and 赤沈正常（0点）
    - CRP高値 or 赤沈高値（1点）

  - D 罹病期間
    - ＜6週（0点）
    - ≧6週（1点）

6点以上で関節リウマチと分類する。

### 鑑別診断
鑑別診断が必要な疾患として、変形性関節症がある。初見の違いとしては関節リウマチではPIP関節が高頻度で侵され、DIP関節が侵されることは稀であるが、変形性関節症はDIP関節が高頻度で侵される。また関節リウマチは全身炎症のためCRP(+)となるが、変形性関節症は局所の炎症のためCRPは上昇しない。その他関節リウマチとの鑑別診断が必要な疾患としては全身性強皮症、SLE、血清反応陰性脊椎関節炎、痛風などがある。

## 分類

### 臨床症状
以下の評価基準が用いられる。
ACR core set (American College of Rheumatology preliminary core set of disease activity measures for rheumatoid arthritis clinical trials)
米国リウマチ学会 (ACR) から提唱されている臨床評価方法。
- 20%以上改善：ACR20
- 50%以上改善：ACR50
- 70%以上改善：ACR70

DAS (Disease Activity Score in Rheumatoid Arthritis)
欧州リウマチ連盟 (EULAR) から提唱されている臨床評価方法。
44関節の評価方法であるが煩雑であり日常診療では使用しにくいため、28関節の評価を行う簡易的な「DAS28」も広く用いられる。
SDAI (Simple Disease Activity Index)
2010年11月に開催されたACRでは臨床的寛解評価のための指標としてDAS28に代わってSDAI (SJC28+TJC28+PGA+EGA+CRP) を使うことが提唱されている。寛解基準は
- Boolean基準: 腫脹関節数、圧痛関節数、患者全般評価、CRP (mg/dL) のすべてが1以下
- 疾患活動性指標: SDAI≦3.3

である。
CDAI (Clinical disease activity index)
CDAI (SJC28+TJC28+PGA+EGA) も臨床評価に適しているとされる。寛解基準は
- Boolean基準: 腫脹関節数、圧痛関節数、患者全般評価のすべてが1以下
- 疾患活動性指標: CDAI≦2.8

である。
血液検査では IgG-RFは活動性と相関するが、IgM-RFは相関しないといわれている。またCRP、MMP-3も活動性の指標となる。MMP-3>350では薬剤変更も視野におく。

### 関節病期
Steinbrocker Stage分類
最も進行した関節の単純X線画像・周囲組織所見からStage I～IVに分類する。
Larsen Grade分類
単純X線画像から関節破壊像をGrade 0～5に分類し評価する。

## 治療
関節破壊に対する骨形成術等の治療を中心に、以前から整形外科で加療されることが多かった。近年は疾患修飾性抗リウマチ薬（DMARDs：disease modifyling anti-rheumatic drugs）の発達により、基本的に薬物療法が中心となり、多くの場合リウマチ科・膠原病科等の内科分野での加療が中心となっている。ただし日本では、従来通りに整形外科でも患者を受け入れている場合が多い。
米国では1988年にメトトレキサートの関節破壊の進行予防効果が認められ、抗リウマチ薬として承認された。また1998年には初の生物学的製剤としてTNFα阻害剤のインフリキシマブ（レミケード）が上市された。日本は米国に遅れたものの、1999年にメトトレキサートがリウマチに適応され、また2003年にはインフリキシマブがリウマチに適応された。これらのDMARDsにより寛解率が飛躍的に向上し、早期発見・早期治療により関節破壊に至るまでの症例は激減した。2018年にはEUで初のナノボディ製剤であるオゾラリズマブも発売される（米国では2019年、日本は2023年）など、抗リウマチ薬の発達により「不治の病」ではなくなり、膠原病の中では治療しやすい病気にすらなっている。これらの薬は関節破壊の抑制と炎症の寛解、そして寛解維持を目標としている。外科手術を行う場合でも、手術療法も進歩しており、また投薬により術後の炎症のコントロールが可能になったことで、予後も向上している。
かつて、1950年代から1980年代においてのリウマチ治療はステロイドが中心で、抗炎症作用による痛みの軽減に関しては劇的な効果を発揮したが、長期に使用すると副作用が強くなり、また関節破壊の予防はできなかった。そのため、温熱療法が行われたが、予後は悪く、「不治の病」とも呼ばれた。温熱療法では炎症が悪化する場合があるため、治療法として鍼灸療法や局所極低温刺激を利用した治療方法も行われた。DMARDsが発達した近年では薬物療法が第一の選択肢となるものの、鍼灸は鎮痛・消炎効果が期待できることから併用される場合がある。また、ステロイドは抗炎症作用により痛みがすぐ取れることから、現代でもリウマチの早期において、関節痛を軽減する目的で少量投与される場合がある。
関節リウマチの治療を行うことで、認知症になるリスクが低下するという報告が2022年になされた。理由はまだ不明であるものの、抗リウマチ薬が認知症のリスクを下げる可能性と、リウマチによる疼痛が認知症のリスクを上げる可能性が挙げられている。

### 抗リウマチ薬
- メトトレキサート（MTX：methotrexate リウマトレックス）
関節破壊を抑止する薬としてほぼ第一選択として用いられ、世界的に今日の関節リウマチ治療の基幹薬となっている[12]。元々、関節リウマチとは原因不明の疾患であって、関節破壊に対しても痛みに対して対症療法を行うしかできなかったが、この薬剤によって関節破壊の進行を遅らせることができるようになった。重篤な副作用としては骨髄抑制と間質性肺炎があり、75歳以上の高齢者への投与は推奨されていない。まれであるが死亡例もある。なお、抗がん剤として使用する場合とは投与法が異なっており、使用量も少ない。
- スルファサラジン（SASP： アザルフィジン）
MTXの適応がない患者に対する第二選択薬として用いられることが多い。
- ブシラミン（BUC： リマチル）
MTXの適応がない患者に対する第二選択薬として用いられることが多い。
- タクロリムス（TAC： プログラフ）
MTXの適応がない患者に対する第二選択薬として用いられることが多い。腎障害と高血糖に注意を要する。
- トファシチニブ（ゼルヤンツ）・バリシチニブ（オルミエント）・ペフィシチニブ（スマイラフ）
ヤヌスキナーゼ (JAK) 阻害剤。免疫シグナルを伝達するJAKを阻害する。
- イグラチモド（ケアラム、コルベット）
- レフルノミド（アラバ）
- ミゾリビン（ブレディニン）
- ヒドロキシクロロキン（プラケニル）
リソソーム内への集積によりリソソームの機能を抑制すると思われる。網膜障害のリスクが高い。
- ミノサイクリン：抗生物質であるが関節リウマチに効果があり、米国のガイドラインでも推奨されている。日本での保険適用はない。
- 免疫抑制薬であるアザチオプリン（イムラン）、シクロスポリン（ネオーラル）も効果が示されているが、日本では保険適応はない。

### 生物学的製剤
MTX等の抗リウマチ薬抵抗の症例に対して、抗TNF-α抗体や抗IL-6受容体抗体等の分子標的治療薬が用いられる。また抗T細胞抗体や抗B細胞抗体も用いられていく。
- TNFα阻害剤
  - エタネルセプト（エンブレル）
  - インフリキシマブ（レミケード）
最初に市販されたTNFα阻害剤で、日本では2002年に田辺三菱製薬から「レミケード」としてクローン病向けとして上市され、関節リウマチ向けとしては2003年に承認。
  - アダリムマブ（ヒュミラ）
  - ゴリムマブ（シンポニー）
  - セルトリズマブ（シムジア）
  - オゾラリズマブ (ナノゾラ)
- IL-1阻害剤
  - アナキンラ（IL-1受容体阻害薬 キネレット）
  - リロナセプト（IL-1α/β阻害薬 アーカリスト）
  - カナキヌマブ（IL-1β阻害薬 イラリス）
- 抗CD20抗体モノクローナル抗体
  - リツキシマブ（リツキサン）
- T細胞活性化抑制性剤 
  - アバタセプト（オレンシア）
- IL-6阻害剤
  - トシリズマブ（アクテムラ）
  - サリルマブ（ケブザラ）

副作用として、免疫応答に対する抑制効果が強く、しばしば感染症を引き起こすことがある。感染症のリスク因子（高齢、ステロイドの併用、結核・肝炎などの感染症既往など）を有する患者にこれらの生物学的製剤を使用する際には抗菌薬の併用などによる充分な予防を行う必要がある。

### ステロイド
そもそもフィリップ・ショウォルター・ヘンチらが1950年代、世界ではじめてステロイド（糖質コルチコイド）の一種であるコルチゾンという物質を治療目的で関節リウマチ患者に投与したのである。これはまさに奇跡的な効果を発揮したと伝えられており、ステロイドの歴史は関節リウマチとともに始まったと言えるし、逆に関節リウマチの治療の歴史もステロイドとともに始まったのである。ヘンチはこのことでノーベル生理学・医学賞を受賞している。
近年DMARDsの発達により、ステロイドはNSAIDsと同様の対症療法の薬として扱われているが、ステロイドの治療効果の発現は圧倒的に早いので、急性期には治療として施行される。また、ステロイドは炎症抑制作用はあるが関節破壊阻止に対する効果はないとされている。

### 低分子・分子標的治療薬

#### JAK阻害薬
- トファシチニブ
- バリシチニブ[19]
- ペフィシチニブ[20]

### その他の治療法
そのほか、悪性リンパ腫に効果のあるリツキシマブ（リツキサン）、抗生剤であるミノサイクリン・テトラサイクリン、高脂血症治療薬であるスタチン、多発性骨髄腫治療薬であるサリドマイドの効果や、造血幹細胞移植の効果も検討されている。

### 疾患そのものを治癒させることは可能か
他のリウマチ性疾患と同じく、原因そのものをなおす治療法は存在しない。しかし、最近の知見では発症早期（5年以内）からの抗サイトカイン療法によって、30～50%の症例で臨床的寛解 (DAS28<2.6) が得られることが分かってきており、なかでもインフリキシマブ（商品名レミケード）においては、臨床的寛解に突入後、一定条件を満たす事ができれば投与を中止しても臨床的寛解がその後も持続することが確認されている。この抗サイトカイン療法の中止に加えて、その他のDMARDs、ステロイド等を含む全ての治療薬を中止できた状態 (drug-free) は「真の寛解」と呼ばれ、数年後の治療目標とされている。

### 生活習慣上のリスク要因
2024年時点では保険適用された発症予防薬は存在していない、しかし (Jill Hahn 2023) らにより生活習慣で発症の可能性を低減できる可能性が報告されている。
- 喫煙習慣は禁煙後も、20年程度影響が残る[22]。
- 少量の飲酒はリスク軽減[22][24]。
- BMIを標準体重範囲にする[22][25]。
- 日常的（週に7時間以上）な運動習慣[22][26]。
- 食事：良いとされるもの - 果物、野菜、全粒穀物、ナッツ、長鎖オメガ3脂肪酸、多価不飽和脂肪酸、中等量アルコール[22][27]。健康に良くないもの - 加糖飲料、赤身肉あるいは加工肉、トランス脂肪酸、塩分[22]。